# Amphicerus simplex
Amphicerus simplex är en skalbaggsart som först beskrevs av Horn 1885.  Amphicerus simplex ingår i släktet Amphicerus och familjen kapuschongbaggar. Inga underarter finns listade i Catalogue of Life.

## Bildgalleri

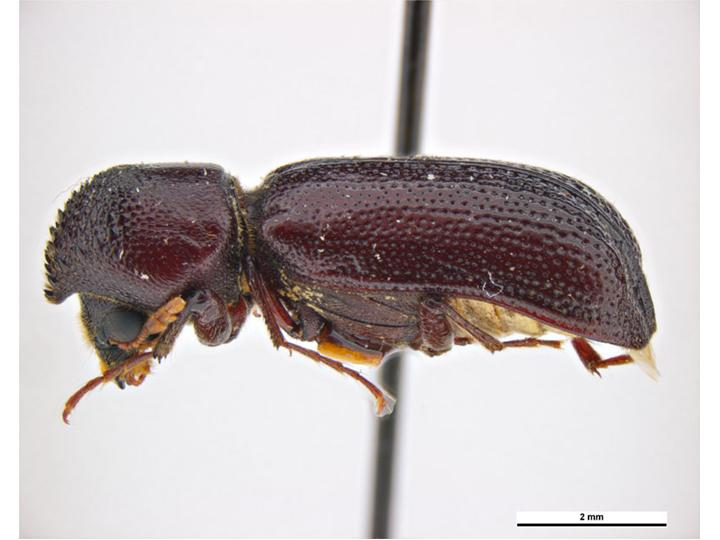